# Agricultura Sintrópica

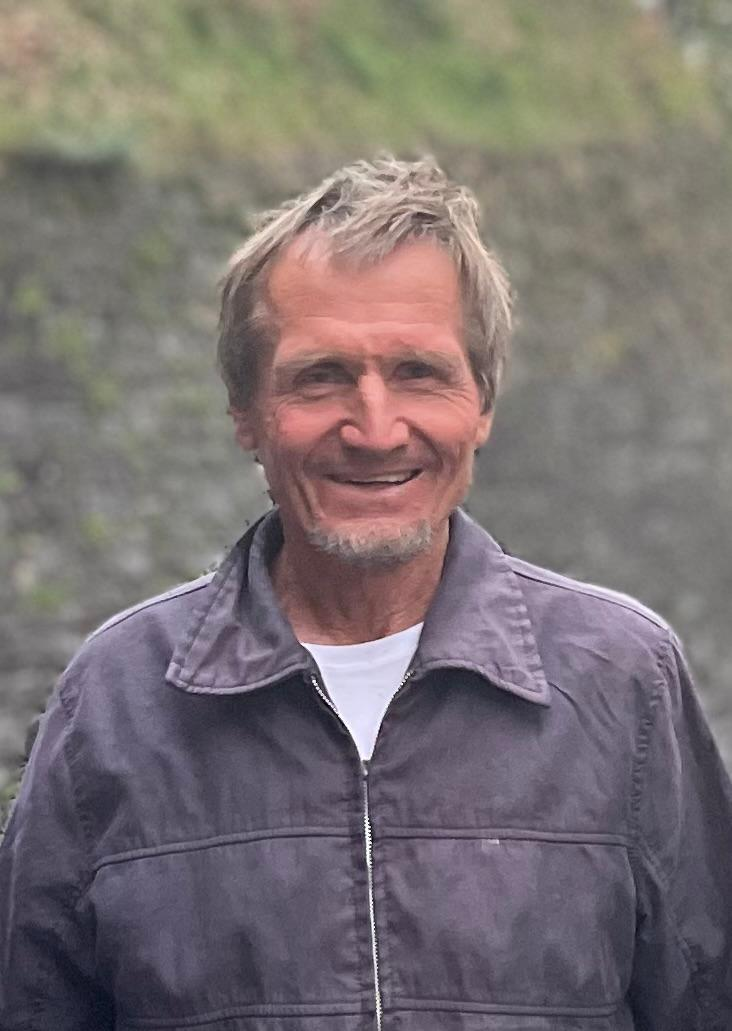
Ernst Götsch

La agricultura sintrópica es un sistema agrícola que consta de principios y prácticas creados por el genetista e investigador suizo Ernst Götsch. Esta forma de cultivo intenta respetar e imitar al máximo los procesos naturales. Se inspira en el crecimiento común de diferentes plantas que se encuentran en el mismo lugar, tienen diferentes ciclos de vida y diferentes necesidades de luz y sombra. Sin embargo, estas plantas viven en cooperación dinámica entre sí, proporcionándose entre sí nutrientes y condiciones de vida óptimas.
Se trata principalmente de una forma eficaz de regenerar suelos muy utilizados y que contienen pocos nutrientes. Las plantas cultivadas sintrópicamente, por el contrario, aportan nutrientes a este suelo. Para que este sistema funcione es importante adquirir un conocimiento básico a la hora de elegir combinar plantas de cada especie. Estos son el espacio necesario entre cada una de ellas (la estratificación), el tiempo (duración del ciclo de vida) y la etapa de sucesión, es decir, qué planta planto en qué etapa de sucesión dentro de todo el sistema de cultivo. 
La agricultura sintrópica se acerca mucho a la agroforestería en sus prácticas, pero la supera en su complejidad y en los principios y procedimientos que utiliza en el cultivo. Es típico de la agricultura sintrópica el no utilizar fertilizantes, fumigaciones ni arados. Logra su objetivo de una vegetación rica y fértil acelerando el proceso de sucesión. Por eso es importante encontrar una combinación de plantas que puedan sobrevivir en las condiciones dadas y, además, acumular nutrientes. El resultado de este proceso son rodales diversos en altura y especies.

## Sintropía
El término sintropía fue utilizado por primera vez en 1942 por el matemático italiano Luigi Fantappiè, quien lo describió como una tendencia complementaria a la entropía.  El nombre de agricultura sintrópica expresa así la tendencia a crear nuevas estructuras complejas y a la diferenciación que proviene de la energía presente en los sistemas biológicos.
Ernst Götsch también expresa con esto que este sistema de cultivo genera más energía (en forma de cosecha) de la que se necesita poner en producción. 

## Aparición

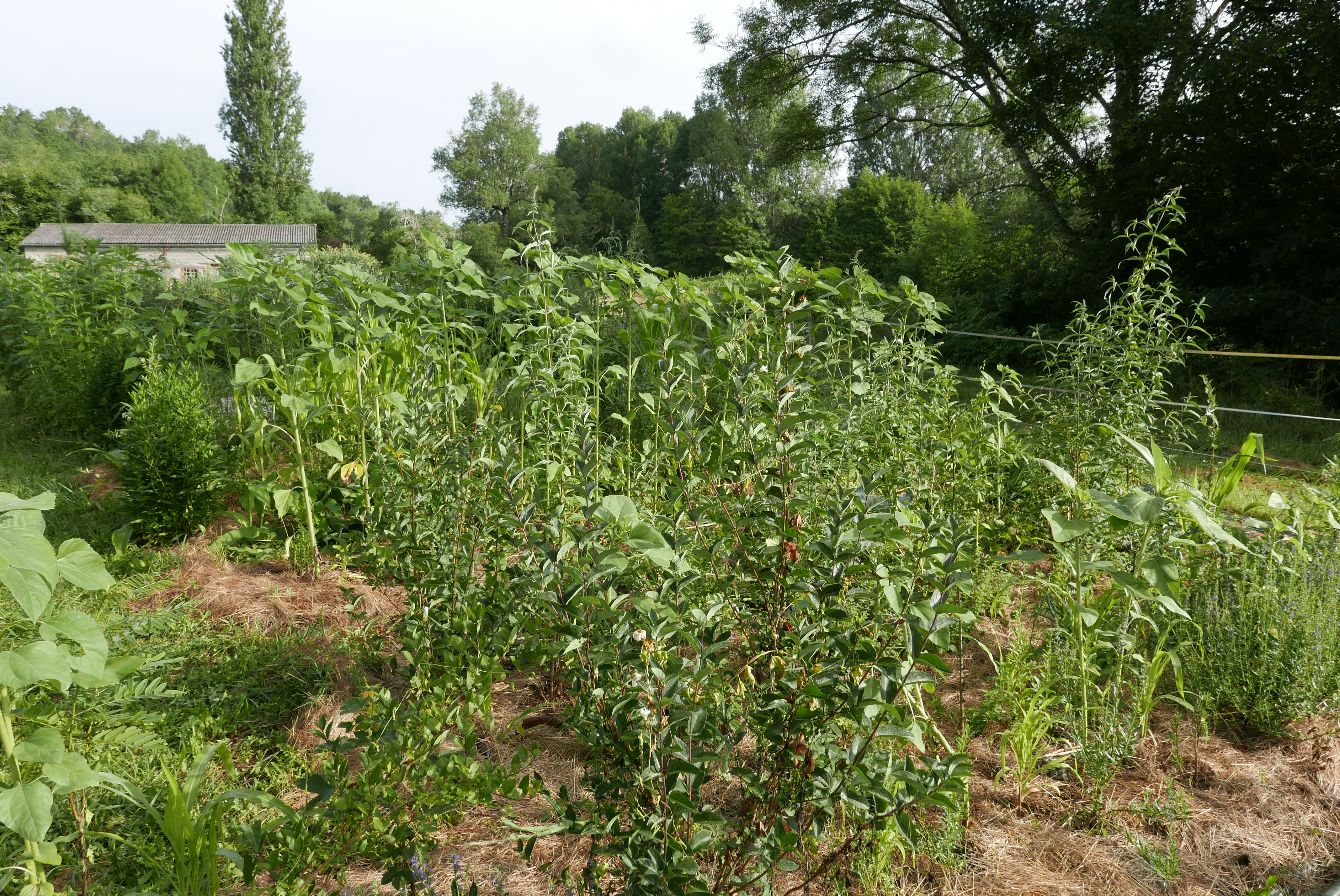
Ejemplo ce Combinación de plantas en agricultura sintrópica.

La agricultura sintrópica fue desarrollada por Ernst Götsch en Brasil a partir de 1984.  Concretamente, en la región del estado brasileño de Bahía, donde en el pasado existía una vasta selva tropical.  
Sin embargo, cuando Götsch desarrolló en su lugar la agricultura sintrópica, el bosque primitivo había desaparecido dando fruto de los intereses agrícolas y de la tala . Por tanto, esta tierra agotada era ideal para la agricultura sintrópica por dos razones. La primera es que se trataba de un suelo pobre en nutrientes, y la segunda es que todavía quedaban restos de bosque primitivo en el lugar que podrían restaurarse de esta manera. 
El agrónomo suizo Ernst Götsch desarrolló la agricultura sintrópica basándose en la sucesión natural de los ecosistemas. Su método revolucionó la forma de cultivar, logrando que diferentes especies de plantas crezcan juntas, se fortalezcan y prosperen. 

## Principios clave del método de Götsch
1. Manejo de la poda: Götsch observó que podar ciertos árboles después de unos años de crecimiento aceleraba el desarrollo de otras plantas en el sistema. Las ramas podadas no se desperdiciaban; se usaban como abono natural, enriqueciendo el suelo.
2. Composición y densidad de especies: Descubrió que la clave del éxito era la diversidad de plantas y la densidad de su siembra. Una mezcla correcta de especies en el lugar adecuado, plantadas en el orden correcto y en la fase de sucesión adecuada, garantizaba que las plantas fueran sanas y productivas.

## Resultados y expansión
Gracias a la aplicación de estos principios, Götsch logró un cambio notable en la naturaleza. La estructura y calidad del suelo en la región brasileña mejoraron gradualmente, e incluso el microclima local se transformó con el tiempo.
En el año de 1993, la agricultura sintrópica empezó a ganar popularidad al extenderse el método, primero en Brasil y luego en otros países de América Latina, el Caribe, Europa, África y Oceanía demostrando su eficacia a nivel global.

## Principios básicos de cultivo
Un papel importante en la agricultura sintrópica lo juega la distribución de las plantas en el espacio, tanto horizontal como verticalmente, y por último, pero no menos importante, la distribución en el tiempo, con respecto a los ciclos de vida. 

### Estratificación

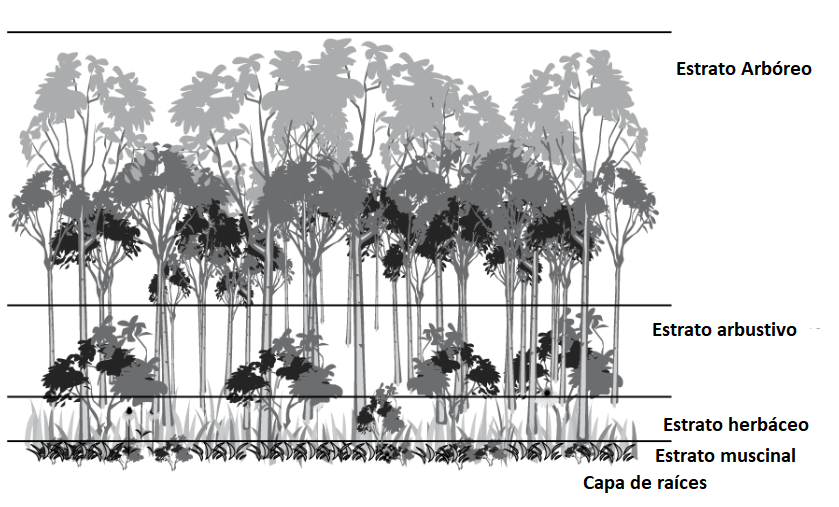
Estratificación vertical forestal. Esta organización se define principalmente por el tipo de plantas que habitan en la comunidad, tomando en cuenta su forma, tamaño, ramificación y el tipo de hojas.

Cada especie vegetal ocupa un estrato apropiado dentro del diseño vertical. El objetivo es lograr un uso óptimo de la luz solar para todas las plantas dentro del sistema de cultivo. Generalmente hay cuatro capas de plantas en la agricultura sintrópica: superior, alta, media y baja.  Sin embargo, la división de las plantas en estratos no depende principalmente de su altura, sino sobre todo de su necesidad de luz solar, que normalmente corresponde a la altura, pero puede que no sea la regla. Es necesario plantar plantas pertenecientes a un mismo estrato lo suficientemente alejadas entre sí para que no entren en contacto antes de un estado avanzado de su crecimiento. Sin embargo, es mejor que no entren en contacto entre sí, para que la luz del sol también pueda penetrar en los pisos inferiores. Las plantas que prefieren suelos diferentes pueden crecer muy juntas y posiblemente regularse mediante poda. 

### Sucesión
La agricultura sintrópica se basa en el principio de la sucesión ecológica, un proceso de mejora gradual del ecosistema que ocurre en tres etapas principales. Estas etapas dependen del nivel inicial de fertilidad del ambiente: 
1. Etapa de Colonización (Placenta): Es la fase inicial donde solo prosperan organismos simples como bacterias, hongos y pequeños seres vivos. Estos organismos descomponen la materia orgánica, mejorando las condiciones del suelo y preparando el terreno para la vida vegetal. Durante esta fase, se establecen formas de vida capaces de sobrevivir en condiciones adversas.
2. Etapa de Acumulación (Secundaria): Una vez que las condiciones mejoran, el sistema comienza a acumular biomasa y nutrientes. La vegetación que se establece en esta fase tiene bajos requerimientos de agua y nitrógeno, y el ecosistema todavía solo puede sustentar a animales pequeños. Esta etapa es clave para generar un flujo de energía y materia.
3. Etapa de Abundancia (Clímax): En esta fase final, el sistema alcanza su máximo potencial. Hay un gran flujo de agua y nutrientes, lo que permite el desarrollo de una gran biomasa, biodiversidad y variabilidad genética. El ecosistema puede sustentar a animales grandes y plantas más exigentes. Este es el estado ideal al que aspira la agricultura sintrópica, un estado que puede lograrse en solo dos años en zonas tropicales. La sucesión en esta etapa permite que las plantas retengan más energía que en las fases anteriores.

#### Sucesión en el Ciclo de Vida de las Plantas
El concepto de sucesión también se aplica al ciclo de vida de las plantas individuales, las cuales se clasifican según su papel y longevidad:
- Especies Placentarias: Son plantas con un ciclo de vida corto, como las anuales y bienales. En esta categoría se incluyen a menudo los vegetales que cosechamos, como lechugas, zanahorias, etc.
- Especies Secundarias: Árboles o arbustos con un ciclo de vida corto o medio.
- Especies Clímax: Árboles de larga vida, que representan la fase final de la sucesión vegetal.
- Especies Transicionales: Árboles con un ciclo de vida extremadamente largo.

El objetivo de la agricultura sintrópica es que la sucesión avance y se repita favorablemente, permitiendo que el sistema pase por estas tres fases (colonización, acumulación y abundancia) de manera continua, lo cual genera un ecosistema más productivo y resiliente.

## Prácticas básicas de cultivo
En la agricultura sintrópica, existen tres prácticas clave que ayudan a mantener un sistema estable y funcional. Se controlan perturbando, cubriéndose con material orgánico y eligiendo las plantas adecuadas que se sostengan entre sí durante el crecimiento. 

### Perturbación controlada
Parte de los procesos naturales en la naturaleza es también una alteración dinámica del equilibrio. Un ejemplo podría ser un bocado de caza o la rotura de árboles por un fuerte viento. En sintropía, el hombre cumple esta función mediante la reducción controlada de las partes aéreas de las plantas. Gracias a este fenómeno se produce una mayor productividad de las plantas como resultado de diversos procesos.  El proceso más importante es la liberación de hormonas de crecimiento en el sistema de crecimiento como resultado del corte.  La poda rejuvenecedora afecta así a todo el sistema, no sólo a la planta madura. Posteriormente, se producen cambios favorables en la textura del suelo, lo que también afecta la cantidad de microorganismos deseables en el mismo. Las ramas caídas de los árboles sirven como mantillo para proteger el suelo y al mismo tiempo liberar espacio para que el sol llegue a más plantas.

### Cubrir con material orgánico
Cubrir tierras agrícolas con material orgánico tiene varios efectos positivos. Uno de ellos es la prevención del crecimiento de malezas, para lo cual se necesita una mayor cantidad de materia orgánica, aproximadamente una capa de 10 cm. Con el tiempo, esta materia orgánica se descompone y posteriormente actúa como fertilizante. También protege el suelo del sol y previene la evaporación , haciendo que todo el sistema sea menos dependiente del riego regular. La materia orgánica también es importante para la red del suelo, es beneficiosa para los microorganismos , hongos y lombrices. En la práctica, lo ideal es poner leña directamente sobre el suelo y cubrirlo con hojas y pasto.

### Composición de la comunidad vegetal
Una comunidad vegetal es vegetación que crece en un lugar y se apoya entre sí. Luego pasará por todas las fases de la sucesión juntas. Es muy importante saber qué tan rápido madurarán las plantas seleccionadas con el tiempo, lo que requiere conocer sus ciclos de vida.

## ¿Cómo es un sistema funcional?
En agricultura sintrópica, un sistema funcional se adapta al entorno, requiriendo diferentes especies de plantas según el clima. Sin embargo, los principios fundamentales se mantienen. 

#### Principios clave de la agricultura sintrópica
1. Preparación del suelo: La base del sistema es el suelo, que debe mantenerse húmedo y sin remover para evitar la mezcla de capas. Se recomienda añadir madera para fomentar las redes miceliales. Estas redes son cruciales para el intercambio de nutrientes e información entre las plantas.
2. Interacciones entre plantas: Las plantas de crecimiento rápido (pioneras) protegen y facilitan el desarrollo de las de crecimiento más lento, proporcionando sombra.
3. Evolución del sistema: A medida que las plantas crecen, el sistema evoluciona. Se cosechan frutos de forma continua, y las plantas que no producen fruto aportan biomasa, lo que enriquece el suelo. Con el tiempo, el sistema se vuelve más autosuficiente.
4. Patrones de plantación: La agricultura sintrópica se basa en plantaciones con comunidades de plantas que se benefician mutuamente. Algunas especies son temporales (al inicio), mientras que otras son permanentes. Un sistema maduro produce, de forma secuencial, vegetales, luego frutas y, finalmente, madera. Al llegar a esta etapa, el ciclo puede reiniciarse.

#### Ventajas de la agricultura sintrópica
- aumento de la biodiversidad
- aumentar la fertilidad del suelo
- Bajos costos (no se requieren fertilizantes , pesticidas , herbicidas ni maquinaria pesada )
- altos rendimientos
- aprovechamiento máximo del espacio
- alta tasa de retención de agua en el sistema
- plantas resistentes contra enfermedades y plagas

#### Desventajas de la agricultura sintrópica
- Los rendimientos máximos se producen más tarde en comparación con el cultivo convencional
- una granja sintrópica puede parecer caótica
- dominar estos procedimientos requiere tiempo y ganas de aprender constantemente
- Las plantas que requieren grandes cantidades de luz solar sólo pueden crecer durante unos cuatro años en agricultura sintrópica

## Agricultura sintrópica en climas templados
Aunque la agricultura sintrópica se originó en una zona de clima tropical, también puede aplicarse en otras zonas climáticas. Si queremos cultivar de forma sintrópica en una zona de clima moderado hay que tener en cuenta dos factores esenciales. Estos incluyen una temporada de crecimiento mucho más corta debido al clima más frío y seco, así como la necesidad de trabajar con diferentes especies de plantas, que normalmente no son tan diversas como en las zonas tropicales.  No existe una directriz tan sencilla que pueda aplicarse a todas las condiciones climáticas. Por el contrario, para una agricultura exitosa, es necesario tener un conocimiento profundo de los principios y procedimientos de cultivo de la agricultura sintrópica.  Estos luego se aplican al biotopo local . Por tanto, es importante conocer los nichos ecológicos de las plantas que se van a cultivar o reemplazar en un entorno determinado, así como la interacción de estas especies de plantas y, por último, pero no menos importante, su efecto sobre otros elementos de la comunidad. 
En el contexto europeo, la legislación que no apoya el cultivo de árboles en tierras agrícolas también puede ser un obstáculo para este sistema de cultivo. Además, es un sistema complejo, dentro del cual es necesario tener conocimientos suficientes sobre el cultivo de diversas plantas, incluidos los árboles mencionados.  Otros obstáculos potenciales incluyen la falta de conocimiento sobre la agricultura sintrópica en el área determinada, la falta de tecnología para estas prácticas de cultivo, que pueden disuadir a las empresas especialmente grandes, y el apoyo mínimo de las instituciones más grandes.